# 7번째 날 (2021년 영화)
7번째 날(영어: The Seventh Day)은 미국에서 제작된 저스틴 P. 랭 감독의 2021년 공포 영화이다.

## 출연

### 주연
- 가이 피어스 - 피터 신부 역
- 스티븐 랭 - 대주교 역

### 조연
- 바디르 데르베스 - 다니엘 신부 역
- 키스 데이비드 - 루이스 신부 역
- 로빈 바틀렛 - 헬렌 역